# عیسی سانوگو
عیسی سانوگو (انگلیسی: Issa Sanogo؛ زادهٔ ۳۰ نوامبر ۱۹۷۱) بازیکن فوتبال اهل بورکینافاسو بود.
وی همچنین در تیم ملی فوتبال بورکینافاسو بازی کرده است.